# MacOS High Sierra
macOS High Sierra, Versionsnummer 10.13, ist die vierzehnte Hauptversion von macOS, dem Desktop-Betriebssystem von Apple. Am 25. September 2017 wurde es nach einer Beta-Phase offiziell veröffentlicht und zum allgemeinen Herunterladen freigegeben, nachdem es auf der Worldwide Developers Conference am 5. Juni 2017 vorgestellt worden war. High Sierra ist, wie der Vorgänger macOS Sierra, nach dem kalifornischen Gebirgszug Sierra Nevada benannt.
Die letzte Aktualisierung ist Version 10.13.6 vom 9. Juli 2018, die letzte Sicherheitsaktualisierung erschien am 12. November 2020. Der Nachfolger macOS Mojave, Version 10.14, ist seit September 2018 verfügbar.

## Systemanforderungen
High Sierra läuft auf allen Sierra-kompatiblen Geräten: dem MacBook Pro ab Mitte 2010, auf dem MacBook ab Ende 2009, auf dem MacBook Air ab Ende 2010, dem Mac Pro ab Mitte 2010, dem iMac ab Ende 2009 und dem Mac mini ab Mitte 2010. Die macOS-Server-Erweiterung Version 5.4 vom 25. September 2017 benötigt mindestens macOS High Sierra ab Version 10.13.

## Neuerungen
Bei Macs mit integrierter SSD wird bei Aktualisierung auf diese Hauptversion das Dateisystem von HFS+ auf das neue APFS umgestellt. Durch die Einführung von HEVC gibt es Änderungen am De- und Encoding von Videos. Ebenso wird das neue Bildformat für Fotos, HEIF, eingeführt. Grundvoraussetzungen für die Hardware-Dekodierung von HEVC sind ein MacBook oder MacBook Pro ab Modelljahr 2016, ein 5K-iMac ab 2015 oder ein 21,5″-iMac ab Baujahr 2017.
Neu ist auch das Grafik-Framework Metal 2 (low-level graphics API) von Apple, mit dem die Unterstützung für Virtual Reality (computergenerierte 3D-Welten) verbessert werden soll. 2018 soll die Unterstützung von externen Grafikkarten (eGPU) über Thunderbolt 3 folgen.
Daneben sind einige kleinere neue Funktionen bei den Apps Fotos, Safari, Mail, Siri, Notizen, Spotlight, iCloud und FaceTime eingeführt worden.

## Versionsgeschichte
Nach neun Beta-Versionen erfolgte am 14. September 2017 die Veröffentlichung der Golden-Master-Release. Die erste finale Version wurde am 25. September 2017 freigegeben.
| macOS-Version         | -Build   | Darwin-Version | Erscheinungsdatum  | Anmerkung |
| --------------------- | -------- | -------------- | ------------------ | --- |
| 10.13 Beta 1          | 17A264c  | 17.0.0         | 5. Juni 2017       | Erste veröffentlichte Version (Developer Preview 1) |
| 10.13 Beta 2          | 17A291j  | 17.0.0         | 21. Juni 2017      | Zweite veröffentlichte Version (Developer Preview 2) |
| 10.13 Beta 2 Update 1 | 17A291m  | 17.0.0         | 29. Juni 2017      | Zweite veröffentlichte Version (Developer Preview 2; Update 1) |
| 10.13 Beta 3          | 17A306f  | 17.0.0         | 10. Juli 2017      | Dritte veröffentlichte Version (Developer Preview 3) |
| 10.13 Beta 4          | 17A315i  | 17.0.0         | 24. Juli 2017      | Vierte veröffentlichte Version (Developer Preview 4) |
| 10.13 Beta 5          | 17A330h  | 17.0.0         | 7. August 2017     | Fünfte veröffentlichte Version (Developer Preview 5) |
| 10.13 Beta 6          | 17A344b  | 17.0.0         | 14. August 2017    | Sechste veröffentlichte Version (Developer Preview 6) |
| 10.13 Beta 7          | 17A352a  | 17.0.0         | 21. August 2017    | Siebte veröffentlichte Version (Developer Preview 7) |
| 10.13 Beta 8          | 17A358a  | 17.0.0         | 28. August 2017    | Achte veröffentlichte Version (Developer Preview 8) |
| 10.13 Beta 9          | 17A360a  | 17.0.0         | 1. September 2017  | Neunte veröffentlichte Version (Developer Preview 9) |
| 10.13 GM              | 17A362a  | 17.0.0         | 14. September 2017 | Zehnte veröffentlichte Version (Golden Master) |
| 10.13                 | 17A365   | 17.0.0         | 25. September 2017 | Erste veröffentlichte Version |
| 10.13                 | 17A405   | 17.0.0         | 5. Oktober 2017    | Ergänzendes Update, Behebung zweier Sicherheitslücken |
| 10.13.1               | 17B48    | 17.2.0         | 31. Oktober 2017   | Fehlerbehebungen, Sicherheitsupdates, 70 neue Emojis, Safari 11.0.1 |
| 10.13.2               | 17C88    | 17.3.0         | 6. Dezember 2017   | Fehlerbehebungen, Sicherheitsupdates, Safari 11.0.2 |
| 10.13.2               | 17C205   | 17.3.0         | 8. Januar 2018     | Ergänzendes Update, Behebung der Sicherheitslücke Spectre |
| 10.13.3               | 17D47    | 17.4.0         | 23. Januar 2018    | Fehlerbehebungen, Sicherheitsupdates, Safari 11.0.3 |
| 10.13.3               | 17D102   | 17.4.0         | 19. Februar 2018   | Ergänzendes Update, Behebung des Telugu-Bugs |
| 10.13.4               | 17E199   | 17.5.0         | 29. März 2018      | Fehlerbehebungen, Sicherheitsupdates, Unterstützung von externen Grafikkarten (eGPUs), Warnung vor 32-Bit-Apps, iMac-Pro-Hintergrundbild für alle Macs, Business Chat, Safari 11.1 |
| 10.13.4               | 17E202   | 17.5.0         | 24. April 2018     | Sicherheitsupdate 2018-001 |
| 10.13.5               | 17F77    | 17.6.0         | 1. Juni 2018       | Fehlerbehebungen, Sicherheitsupdates, Nachrichten in iCloud, Safari 11.1.1 |
| 10.13.6               | 17G65    | 17.7.0         | 9. Juli 2018       | Fehlerbehebungen, Sicherheitsupdates, AirPlay 2, Safari 11.1.2 |
| 10.13.6               | 17G2208  | 17.7.0         | 24. Juli 2018      | Ergänzendes Update, nur für MacBook Pro (2018), Fehlerbehebungen |
| 10.13.6               | 17G2307  | 17.7.0         | 28. August 2018    | Ergänzendes Update 2, nur für MacBook Pro (2018), Fehlerbehebungen |
| 10.13.6               | 17G3025  | 17.7.0         | 30. Oktober 2018   | Sicherheitsupdate 2018-002 High Sierra |
| 10.13.6               | 17G4015  | 17.7.0         | 5. Dezember 2018   | Sicherheitsupdate 2018-003 High Sierra |
| 10.13.6               | 17G5019  | 17.7.0         | 22. Januar 2019    | Sicherheitsupdate 2019-001 High Sierra |
| 10.13.6               | 17G6029  | 17.7.0         | 25. März 2019      | Sicherheitsupdate 2019-002 High Sierra |
| 10.13.6               | 17G6030  | 17.7.0         | 29. März 2019      | Sicherheitsupdate 2019-002 High Sierra, aktualisierter Build |
| 10.13.6               | 17G7024  | 17.7.0         | 13. Mai 2019       | Sicherheitsupdate 2019-003 High Sierra |
| 10.13.6               | 17G8030  | 17.7.0         | 22. Juli 2019      | Sicherheitsupdate 2019-004 High Sierra |
| 10.13.6               | 17G8037  | 17.7.0         | 26. September 2019 | Sicherheitsupdate 2019-005 High Sierra |
| 10.13.6               | 17G9016  | 17.7.0         | 29. Oktober 2019   | Sicherheitsupdate 2019-006 High Sierra |
| 10.13.6               | 17G10021 | 17.7.0         | 10. Dezember 2019  | Sicherheitsupdate 2019-007 High Sierra |
| 10.13.6               | 17G11023 | 17.7.0         | 28. Januar 2020    | Sicherheitsupdate 2020-001 High Sierra |
| 10.13.6               | 17G12034 | 17.7.0         | 24. März 2020      | Sicherheitsupdate 2020-002 High Sierra |
| 10.13.6               | 17G13033 | 17.7.0         | 26. Mai 2020       | Sicherheitsupdate 2020-003 High Sierra |
| 10.13.6               | 17G13035 | 17.7.0         | 1. Juni 2020       | Sicherheitsupdate 2020-003 High Sierra, aktualisierter Build |
| 10.13.6               | 17G14019 | 17.7.0         | 15. Juli 2020      | Sicherheitsupdate 2020-004 High Sierra |
| 10.13.6               | 17G14033 | 17.7.0         | 24. September 2020 | Sicherheitsupdate 2020-005 High Sierra |
| 10.13.6               | 17G14042 | 17.7.0         | 12. November 2020  | Sicherheitsupdate 2020-006 High Sierra |
| Legende:Alte Version  |          |                |                    | |

## Schwerwiegende Sicherheitslücken
Am 5. Oktober 2017 wurde bekannt, dass das Festplattendienstprogramm von High Sierra, Version 10.13, das Passwort zu einem verschlüsselten APFS-Volume auf internen und externen Speichermedien bei der Passwortabfrage in der Merkhilfe im Klartext preisgibt.
Am 29. November 2017 wurde eine schwere Sicherheitslücke in High Sierra bekannt, die eine Systemübernahme ermöglicht, weil sich lokale Benutzer unkompliziert Zugang zum Root-Account verschaffen und ein neues  Administratorkonto anlegen können. Durch das Aushebeln des Passwort-Schutzes kann z. B. die Firewall deaktiviert werden. Bei aktivem Remote-Zugriff war der Bug auch per Fernzugriff ausnutzbar. Apple fixte die kritische Root-Schwachstelle zwar am 29. November 2017, Nutzer von Version 10.13 (erste veröffentlichte Version, ohne weitere Aktualisierungen), die das Patch-Update einspielten und anschließend auf Version 10.13.1 aktualisierten, erhielten den Bug jedoch wieder auf ihren Rechner zurück.
Im Januar 2018 wurde ein zweites schweres Passwortproblem in den Versionen 10.13, 10.13.1 sowie 10.13.2 bekannt: Die Systemeinstellungen akzeptierten auch ein falsches Passwort mit jeder beliebigen Zeichenkette für den Mac App Store.